# Weyers Cave
Weyers Cave és una concentració de població designada pel cens dels Estats Units a l'estat de Virgínia. Segons el cens del 2000 tenia 1.225 habitants.

## Demografia
Segons el cens del 2000, Weyers Cave tenia 1.225 habitants, 462 habitatges, i 354 famílies. La densitat de població era de 71,4 habitants per km².
Dels 462 habitatges en un 35,5% hi vivien nens de menys de 18 anys, en un 66,9% hi vivien parelles casades, en un 6,1% dones solteres, i en un 23,2% no eren unitats familiars. En el 19,7% dels habitatges hi vivien persones soles el 6,1% de les quals corresponia a persones de 65 anys o més que vivien soles. El nombre mitjà de persones vivint en cada habitatge era de 2,65 i el nombre mitjà de persones que vivien en cada família era de 3,06.
Per edats la població es repartia de la següent manera: un 27% tenia menys de 18 anys, un 6,4% entre 18 i 24, un 30,4% entre 25 i 44, un 24,8% de 45 a 60 i un 11,3% 65 anys o més.
L'edat mediana era de 37 anys. Per cada 100 dones de 18 o més anys hi havia 96,5 homes.
La renda mediana per habitatge era de 39.833 $ i la renda mediana per família de 42.457 $. Els homes tenien una renda mediana de 31.299 $ mentre que les dones 22.132 $. La renda per capita de la població era de 16.837 $. Entorn del 12% de les famílies i el 9,5% de la població estaven per davall del llindar de pobresa.

## Poblacions més properes
El següent diagrama mostra les poblacions més properes.